# بی مجان
بی مجان، روستایی در دهستان مسافرآباد بخش رودخانه شهرستان رودان در استان هرمزگان ایران است.

## جمعیت
بر پایه سرشماری عمومی نفوس و مسکن در سال ۱۳۹۵، جمعیت این روستا برابر با ۴۱ نفر (۱۳ خانوار) بوده‌است.